# UGC 119
UGC 119 es una Galaxia espiral localizada en la constelación de Piscis.